# Шумет (Дубровник)
42°38′ пн. ш. 18°08′ сх. д. / 42.64° пн. ш. 18.14° сх. д.
Шумет (хорв. Šumet) — населений пункт у Хорватії, в Дубровницько-Неретванській жупанії у складі міста Дубровник.

## Населення
Населення за даними перепису 2011 року становило 176 осіб. Згідно з переписом  2021 року — 168 осіб.
Динаміка чисельності населення поселення: